# علي علاء الدين الآلوسي
علي علاء الدين بن نعمان الآلوسي، ولد في بغداد عام 1278 هـ/1861م، وهو فقيه ومحدث وواعظ وقاضي من القضاة المعروفين بالنزاهة والأمانة تولى القضاء في نواحي متعددة من العراق، ثم تولى قضاء بغداد.
وعلي الآلوسي هو من أحفاد شهاب الدين أبو الثناء الآلوسي الكبير، حيث عرفت هذه الأسرة الآلوسية بما أنجبته من العلماء والفضلاء والأدباء ويرجع نسبها إلى سبط النبي محمد فهي عائلة علوية النسب.
وكان سلفي المنهج، علامة في التأليف وله الكثير من الكتب المخطوطة والمطبوعة، أخذ العلم من أبيه وجده ونشأ على يد علماء عصره، ومن مؤلفاته (نظم الأجرومية) في النحو، وكتاب (الدر المنتثر في رجال القرن الثاني عشر والثالث عشر).
وكان خطاطاً ماهراً تخرج على والده نعمان الآلوسي، ويجيد الخط بضروبه النسخ والثلث وكان يكتب على قاعدة خط النستعليق كما كان يكتب على قاعدة عربية أيضاً، وقام بالتدريس في المدرسة المرجانية في جامع مرجان، وتخرج على يده الكثير من العلماء ومنهم الشيخ علي بن حسين الكوتي، والشيخ عبد العزيز بن أحمد الرشيد، والمؤرخ محمد بهجة الأثري.
ومن  أولادهِ جمال الدين الآلوسي.

## وفاته
توفى عام 1340هـ/1922م، ودفن في جامع مرجان الواقع في شارع الرشيد في جانب الرصافة من بغداد.